# Elvin Jamalov
Elvin Jamalov (en azerí: Elvin Sərkər oğlu Camalov; Qax, 4 de febrero de 1995) es un futbolista azerí que juega en la demarcación de centrocampista para el Neftçi P. F. K. de la Liga Premier de Azerbaiyán.

## Selección nacional
Tras jugar con la selección de fútbol sub-16 de Azerbaiyán, la sub-17, la sub-19 y con la sub-21, finalmente debutó con la selección absoluta el 19 de diciembre de 2019. Lo hizo en un partido de clasificación para la Eurocopa 2020 contra Eslovaquia que finalizó con un resultado de 2-0 a favor del combinado eslovaco tras los goles de Róbert Boženík y de Marek Hamšík.

## Clubes
| Club            | País       | Año       | Partidos | Goles |
| --------------- | ---------- | --------- | -------- | ----- |
| F. K. Qäbälä    | Azerbaiyán | 2013-2019 | 141      | 0     |
| Zira F. K.      | Azerbaiyán | 2019-2021 | 49       | 0     |
| Sabah F. K.     | Azerbaiyán | 2021-2025 | 113      | 2     |
| Neftçi P. F. K. | Azerbaiyán | 2025-     | 8        | 1     |

## Palmarés

### Campeonatos nacionales
| Título             | Club         | País       | Año  |
| ------------------ | ------------ | ---------- | ---- |
| Copa de Azerbaiyán | F. K. Qäbälä | Azerbaiyán | 2019 |